# 上古塔拉市镇
上古塔拉市镇（俄语：Верхнегутарское муниципальное образование）是俄罗斯联邦伊尔库茨克州下乌金斯克区所属的一个市镇。其下辖有1个居民点，行政中心为上古塔拉。据2016年统计，该市镇的人口为418人。